# 道の駅村岡ファームガーデン
道の駅村岡ファームガーデン（みちのえき むらおかファームガーデン）は、兵庫県美方郡香美町にある国道9号の道の駅である。
1993年（平成5年）4月22日に道の駅に登録された。

## 施設
- 駐車場
  - 普通車：56台
  - 大型車：3台
- トイレ（いずれも24時間利用可能）
  - 男：大 2器、小 5器
  - 女：4器
  - 身障者用：1器
- 特産品販売コーナー
- レストラン
- 公衆電話

## 休館日
- 年中無休

## アクセス
- 国道9号 - 登録路線